# سيدي موسى المجدوب
سيدي موسى المجدوب هي قرية وجماعة قروية تقع في عمالة المحمدية بجهة الدار البيضاء سطات، المغرب، وبلغ عدد سكانها 20.330 نسمة حسب الإحصاء العام للسكان والسكنى لسنة 2014.